# David DiLeo
David Michael DiLeo (Iowa City, 28 febbraio 1997) è un cestista statunitense.

## Palmarès
- Leaders Cup: 1

Le Mans: 2025